# La Roche-sur-le-Buis
Roche-sur-le-Buis – miejscowość i gmina we Francji, w regionie Owernia-Rodan-Alpy, w departamencie Drôme.
Według danych na rok 1990 gminę zamieszkiwało 211 osób, a gęstość zaludnienia wynosiła 8 osób/km² (wśród 2880 gmin regionu Rodan-Alpy Roche-sur-le-Buis plasuje się na 1416. miejscu pod względem liczby ludności, natomiast pod względem powierzchni na miejscu 304.).